# Batalla de Sandfontein
La batalla de Sandfontein va ser un combat realitzat el 26 de setembre de 1914 en Sandfontein (en l'actual Namíbia) que van lluitar les forces de la Unió Sud-africana contra les forces d'Àfrica Sud-occidental Alemanya.
La batalla es va lliurar durant la primera etapa de la Campanya d'Àfrica Sud-occidental de la Primera Guerra Mundial, que va acabar en una victòria alemanya.

## Antecedents
L'esclat de la Primera Guerra Mundial va donar lloc a la transferència de la guarnició britànica de Sud-àfrica cap a França. Confiant que la guerra acabaria ràpidament, un gran nombre de sud-africans també van partir cap a Europa, amb l'objectiu de participar en el combat. La Union Defence Force (UDF, la Força de Defensa de la Unió) va prendre la responsabilitat de protegir la independència de Sud-àfrica davant d'una possible ofensiva alemanya. Mentrestant, el primer ministre Louis Botha es va trobar enmig d'un enfrontament entre els partidaris britànics que donaven suport a la participació en la guerra i els nacionalistes afrikaners que defensaven la neutralitat.
Les tropes colonials alemanyes a Àfrica del Sud-oest estaven formades per 140 oficials, 2.000 regulars i 2.500 reservistes organitzats en vuit companyies muntades, una sol cos de camells, quatre bateries de campanya i una ala de l'exèrcit de l'aire. A més, també podien mobilitzar a 1.500 policies i 200 rebels bòers. La major part de l'exèrcit no tenia àscaris; la població aborigen estava ressentida pel genocidi herero i namaqua durant les Guerres Herero. Malgrat la seva impopularitat, les Schutztruppen alemanyes estaven ben organitzades i disciplinades.
La Union Defence Force (UDF) tenia la capacitat de mobilitzar fins a 100.000 soldats, però tenia una estructura heterogènia i no tenia oficials d'Estat Major amb experiència.
Una gran part de la frontera entre els sud-africans i els alemanys estava en el desert de Kalahari, caracteritzat per l'absència d'aigua. La dificultat del terreny va permetre a l'exèrcit alemany de crear una frontera defensiva al llarg de la línia de Windbuk i Keetmanshoop, amb tropes estacionades als dos costats del ferrocarril regional.
A l'haver un nombre limitat de tropes en les possessions alemanyes, el comandant alemany Joachim von Heydebreck va ordenar a les seves tropes d'assumir posicions defensives i de vigilar les rutes predefinides. L'àrea de Sandfontein era d'una gran importància estratègica a causa de la presència dels pocs pous d'aigua d'alta qualitat en un radi de 75 km, sent per tant un punt de subministrament crucial per a qualsevol operació a gran escala.
L'exèrcit sud-africà era molt conscient de les condicions geogràfiques complicades, i van aconseguir una gran varietat de revistes d'abans de la guerra i informes relatius a la topografia d'Àfrica Sud-occidental Alemanya.
El 7 d'agost de 1914, la Gran Bretanya va sol·licitar a Botha que capturès les estacions de ràdio alemanyes de Windhoek, Swakopmund i Lüderitzbucht.
El 10 d'agost, després d'intenses negociacions, el govern de Botha va accedir a contracor a la creació d'una força expedicionaria de voluntaris, només després de l'aprovació del Parlament. La mobilització de tropes i maniobres es va produir fins i tot abans de la decisió del Parlament, ja que el govern va aplicar la censura sobre la premsa per a suprimir la propagació de rumors.
El 21 d'agost de 1914, la força expedicionaria va prendre la seva forma definitiva:
- Una columna formada per 1.200 soldats i sis peces d'artilleria, coneguda com a «Força C», atacaria Lüderitzbucht.
- Una columna formada per 1.800 soldats i vuit peces d'artilleria, conegudes com a «Força A», desembarcaria a Port Nolloth, per a donar suport a la Força C.
- Finalment, 1000 homes de la «Força B» avançarien des de l'est per a atacar Upington.

Els plans pel que fa a la invasió van ser revelats al Parlament durant la sessió del 9 de setembre per a obtenir l'aprovació.
El 14 de setembre de 1914, Sud-àfrica va entrar oficialment a la guerra, però l'endemà es va complicar la seva situació per l'esclat de la rebel·lió Maritz. La revolta va provocar la renúncia de diversos comandants d'alt rang involucrats en la força expedicionària, per a aixecar-se en una rebel·lió oberta contra els seus antics companys, i van haver de ser reemplaçats a correcuita.

## Batalla
El 12 de setembre de 1914, la Força A, sota el comandament de Tim Lukin, va arribar a l'eix fronterer de Drift de Raman, Drift d'Houms i Gudous.
Una setmana més tard, el 4t i el 5è regiment del South Africa Mounted Riflemen (Fusellers Muntats de Sud-àfrica) van penetrar la frontera i van capturar Sandfontein. La Força A va procedir a dispersar-se i van ocupanrt Steinkopf i Drift de Raman, mentre les tropes alemanyes van començar concentrant-se en la frontera oriental. Sandfontein va romandre aïllada i vulnerable als atacs, ja que la zona estava envoltada per turons i crestes de sorra estrets que podrien ser utilitzats durant una maniobra d'encerclament. El comandament alemany va fer ple ús de la seva intel·ligència, després d'haver capturat a un explorador sud-africà i aconseguint la lleialtat del rebels de la Força B, comandades per Manie Maritz.
En la matinada del 26 de setembre, la guarnició de Sandfontein de 120 homes va ser reforçada ràpidament per dos esquadrons de fusellers muntats, dues metralladores, una ambulància i dues peces d'artilleria. També va arribar una força alemanya de 1.700 homes, 10 bateries d'artilleria i quatre metralladores provinents de Warmbad, que van envoltar la ciutat. Immediatament, la columna alemanya va llançar un atac simultani des de la direcció de Drift d'Houms i Warmbad, sorprenent als defensors. Els defensors van ser envoltats ràpidament per la cavalleria alemanya, que va començar sorgir des del nord-est, quan un altre cos de tropes de sobte va aparèixer des de la direcció sud-oest.
Aproximadament a les 8.00 h, la lluita es va intensificar amb l'inici d'un duel d'artilleria. Gaudint de la superioritat numèrica, les tropes alemanyes van atacar el flanc desprotegit i posterior dels britànics, que havien perdut la capacitat de trencar el setge. Una secció de metralladores britàniques van frustrar un assalt d'infanteria procedent del nord-est que pretenia capturar monticle més alt del camp de batalla. Alhora, una metralladora alemanya s'acostava des del sud, matant a una gran quantitat de cavalls després destruir una posició metralladora enemiga.
A les 8.30 h, una Segona Bateria alemany va fer la seva aparició, suprimint l'artilleria britànica i matant brutalment un segon grup de cavalls que estaven a prop.
A les 10.00 h, la infanteria alemanya va intentar una segona càrrega des de l'est, retirant-se després de patir fortes baixes.
A les 11.00 h, els alemanys van traslladar les seves peces d'artilleria i metralladores cap al sud-oest, ocultant-se entre els afloraments rocosos, i una hora més tard la distància que separava als dos combatents era aproximadament de 550 metres. Al mateix temps, el comandant britànic, el coronel R.C. Grant va ser ferit pel foc de metralladora i va ser substituït pel capità E.J. Welby, abans de tornar a assumir el comandament.
Entre la 13.00 h i 14.00 h, el cos principal de les tropes alemanyes van cessar les hostilitats per a dinar, sense deixar de bombardejar a les esgotades tropes britàniques, la major part dels quals havien passat la nit anterior viatjant.
A les 17.00 h, tropes alemanyes havien aconseguit reduir a la meitat la distància que els separa de les posicions britàniques, podent emprar grans projectils explosius.
Al voltant de les 18.00 h, les tropes britàniques van hissar la bandera blanca.
Les baixes alemanyes van ascendir a 14 morts i 46 ferits, mentre que els sud-africans van tenir 16 homes morts i 51 ferits.

## Conseqüències
Aquest va ser el primer combat seriós de la Campanya d'Àfrica Sud-Occidental, i va ser important perquè va precipitar la insurrecció irredemptista bòer liderada pel tinent coronel Manie Maritz, comandant de les tropes sud-africanes estacionades a la regió d'Upington.
També va ser un dels pocs èxits alemanya d'aquesta campanya.
Després de liderar les forces alemanyes amb l'èxit en la batalla de Sandfontein, von Heydebreck va morir a conseqüència d'una explosió accidental d'una granada de fusell a Kalkfontein-Süd. Erik Victor Franke el va succeir com a comandant de la Schutztruppe.